# Simorgh Alborz
Der Simorgh Alborz Football Club (englisch; von persisch Simorgh-e Alborz) ist eine Fußballmannschaft aus Afghanistan. Der Verein spielt in der Afghan Premier League. Er wurde im August 2012 für die Afghan Premier League gegründet. Die Spieler wurden in der Castingshow Maidan-e Sabz gefunden. Die Mannschaft repräsentiert die nördliche Region Afghanistans in der APL.
In der ersten professionellen Fußball-Liga Afghanistans wurde das Team Vizemeister hinter Tofan Harirod. Nach anfänglichen Schwächen und der 1:4-Gruppenniederlage gegen Tofan Harirod konnte sich die Mannschaft stabilisieren uns zog nach zwei Siegen in die Finalrunde ein. Nach einem 2:1-Sieg gegen den späteren Dritten De Maiwand Atalan zog man ins Finale ein, wo man gegen die im Vorfeld zum Favorit erklärten Mannschaft von Harirod 1:2 verlor.

## Erfolge
- Afghanischer Vizemeister: 2012